# Князево (Хабаровский край)
Кня́зево — село в районе имени Полины Осипенко Хабаровского края. Входит в состав Херпучинского сельского поселения. Не имеет постоянного сообщения с райцентром — селом имени Полины Осипенко.

## Население
| 2002 | 2010 | 2011 | 2012 | 2021 |
| ---- | ---- | ---- | ---- | ---- |
| 75   | ↘42  | →42  | ↘37  | ↘11  |